# フードスタンプ

フードスタンプのロゴ

フードスタンプ（Food Stamp）とは、アメリカ合衆国で低所得者向けに行われている食料費補助対策。公的扶助の1つ。現在の正式名称は「補助的栄養支援プログラム」(Supplemental Nutrition Assistance Program, SNAP)。
形態は、通貨と同様に使用できるバウチャー、金券の一種。一般のスーパーマーケットでも使用できる。対象は食料品であり、タバコやビールなどの嗜好品は対象外となる。
近年、磁気テープが装着されたプラスチックカード化して、買い物やATMからの補助金の引き出しに使用できるようになってきており、これは「EBTカード」または単に「EBT」という呼び名が広くアメリカ国内で使われている（en:Electronic benefit transfer）。

## 需給状況
所管省庁は農務省であるが、基準の設定や運用は、州毎に任されていることから受給資格はまちまちである。概ね、4人家族で月収入2,500ドルを下回ると対象者となることが多く、最大1人あたり月100ドル相当のスタンプ（スーパーマーケットなどで使用可能なデビットカードの形式が多い）が支給される。ある程度の自給自足が行われる地方では、受給対象となる収入でも十分に生活が維持できるとされ、フードスタンプの存在を知らない、制度を知っていても受給しない者も多数存在しているとされる。2018年9月時点では、約1,940万世帯、約3,858万人が利用し、約48億ドルが給付された。

## 問題点
フードスタンプの転売（売買）が米国内で社会問題となっている。フードスタンプを転売し、「なくした」と嘘をついて再支給してもらう手口が横行している。ebayでもフードスタンプが大量に出品されているが、ebayは削除対応をしていない。

## 歴史
1964年、ジョンソン大統領が貧困対策の一つとして制度化した。当初は、さほど重要視されず1980年代の一時期には予算の削減も行われたが、1990年代以降、政争のテーマとしてしばしば取り上げられるようになった。貧困対策として手っ取り早く、かつ、目に見えるものであったためである。需給者資格は、選挙の機会を通じて拡大するようになった。
2000年代に入ると対象枠の拡大とともに所得格差が進行したこともあり、受給者層が拡大。2004年度に約2,200万人であったが2007年度には約2,800万人へと拡大し、2010年3月にはアメリカ合衆国農務省の統計によると、4,000万人を超えた。2012年には4600万人とされ、一説には5000万人とも言われている。2008年、ブッシュ大統領は肥大化するフードスタンプ制度について異議を唱え、受給資格を拡大する農業法案に対して拒否権を発動したが、選挙間近という状況もあり、下院議会は大統領拒否権を覆す大差で法案を可決した。また不況を背景に、2008年度以降も需給対象者が拡大することが確実視された。
2012年アメリカ合衆国大統領選挙において、制度の拡大を提唱しているバラク・オバマ陣営と、縮小を主張している共和党側で争点の1つになった。
2013年に発生した政府閉鎖の影響で、フードスタンプのデビットカードが国内の店で使えない事態が発生し、混乱を招いた。アメリカのメディアでも大きく取り上げられた。
2013年には、受給者が農務省発表で史上最高の4760万人に達した。2014年現在、世界同時不況からは脱したとされており、アメリカでは失業率の低下や雇用も増えているといわれている中、まったく受給者が減る気配がないことがデータで示されている。背景には、仕事自体は増えたもののまともな生活が営めるだけの賃金をもらえない、低賃金の仕事が大幅に増えたことがある。一方アメリカの保守系メディアは、不正受給の跋扈然り、要するに怠け者が増えているからであり、真面目に働く納税者に公平でないのが現在のフードスタンプであるとしている。ドナルド・トランプ政権下では、フードスタンプ予算の大幅削減やフードスタンプ受給者に対する就労義務付けなどが主張されている。
2019年7月23日には受給者の収入や資産の審査を厳格化することで、約310万人の対象者削減につながる案を公表した。